# Power Macintosh 7200
A Power Macintosh 7200 számítógépet az Apple gyártotta és forgalmazta 1995. augusztus 7. és 1996. március 16. között. A Power Macintosh 7200 a Power Macintosh számítógép-családba tartozott. A Power Macintosht szokás Power Mac-ként vagy PM-ként említeni szóban és írásban, az Apple hivatalosan az első G4-es Power Macnél használta a Power Mac megnevezést.
A fejlesztés során Katalizátor kódnevű PM 7200-ast a Power Macintosh 7500 és 8500 gépekkel egyszerre mutatta be az 1995-ös bostoni MacWorld Expón. Az Apple az új Power Macintosh gépeket „Power Surge”-nek nevezte, jelezve, hogy a PowerPC processzoros gépek második generációja jelentős sebességnövekedést kínált elődeihez képest. A Power Macintosh 7100 utódjaként bemutatott PM 7200 a Power Macintosh e generáció belépő szintjét képviselte, a NuBus bővítőhelyet PCI-ra cserélte a gyártó. A PM 7200-asnak és 7500-asnak azonos háza volt, amely a fejlesztés alatt „Outrigger“ nevet kapta. A bemutatáskor 75 MHz-es modellt 1996 szeptemberében váltó 120 MHz-es modellnek volt „PC-kompatibilis” változata is: az Apple gyártotta PCI-kártya lehetővé tette a számítógépen a Windows operációs rendszerek futtatását, a kártyára 100 MHz-es Pentium processzor került. A PM 7200-at a Power Macintosh 7300 váltotta fel 1997. februárjában.
A többi akkori Power Macintosh géptől eltérően a CPU-t közvetlenül az alaplapra forrasztották, nem pedig egy alaplapba csatlakoztatott kártyára. Ez kihívás elé állította azokat a felhasználókat, akik gyorsabb processzorra akartak frissíteni. A bevezetéskor az Apple olcsó kártyás frissítést ígért a PM 7500-ra, de a PM 7500 iránti nagy kereslet miatt ez nem valósult meg. Az első processzor csere-bővítést a Sonnet 1999-ben készített el, ez egy PCI kártyára illesztett G3 processzort jelentett.

## Power Macintosh 7200 verziók
- 1995. augusztus 8. Power Macintosh 7200/75
- 1995. augusztus 8. Power Macintosh 7200/90
- 1996. január 11. Power Macintosh 7215/90, Japánban forgalmazták (nincs a lenti időgrafikonon feltüntetve)
- 1996. február 26. Workgroup Server 7250/120
- 1996. április 22. Power Macintosh 7200/120
- 1996. április 22. Power Macintosh 7200/120 PC-kompatibilis

A csak Japánban forgalomba került Power Macintosh 7220 a Power Macintosh 4400 gép volt.

## A Power Macintosh 7200 technikai leírása
A fekvő házas gép súlya 10 kg, magassága 156 mm, szélessége 366 mm és mélysége 429 mm volt. A számítógépet 75 MHz-es PowerPC 601 processzor vezérelte (L1 cache: 32kB, L2 cache: 256k (opc.)), a rendszerbusz 37,5 MHz-en működött. Az adatokat a 500 MB SCSI belső merevlemezre lehetett elmenteni. Külső adattárolási lehetőséget az 1,44 MB kapacitású hajlékonylemez meghajtó és 4x CD-ROM kínált. A gépet System 7.5.2 operációs rendszerrel szállították. A négy memória helyre az alapkonfigurációban 8 MB (70 ns) memóriát ültettek, maximálisan 512 MB kezelésére volt képes a gép a gyári specifikáció szerint. A számítógépnek nem volt saját kijelzője. A videó-kimeneten át 832x624 képpont felbontású jelet adott ki. A kép megjelenítést 1 MB (maximum: 4 MB) videó-memória támogatta. A gép két portot – AAUI és 10Base-T – kínált Ethernet csatlakozáshoz és nem volt beépített modeme. A gépnek a következő csatlakozói voltak: egy ADB,  egy DB-25 SCSI-hoz, két Geoport, és egy mikrofon (Plain Talk). A gép bővíthetőségét szolgálta egy LC PDS bővítőhely. Külső SCSI eszköz (merevlemez) csatlakoztatására is volt lehetőség.

## Technikai adatok táblázatban
A táblázat nem tartalmazza az összes műszaki paramétert. Az egyes modelleknél a bemutatáskor érvényes adatokat soroljuk fel, a későbbi frissítéseket nem. Az adatok az Apple adatlapjáról származnak, a hiányzó adatok – egyes gépeknél a kivezetés időpontja, az összes kijelző adat, üzemóra adat... – az Everymac.com oldalról és a Mactracker alkalmazásból valók.
| Gép nevebemutatva kivezetveoperációs rendszer    | Méretmagasság szélesség mélység súly | Processzorprocesszor @órajel L1 és L2 cacherendszerbusz    | Memóriaalap max. @sebességhely, típus          | Háttértármerevlemezkülső adathordozó | Kijelzőmérete felbontása (képpont)           | Grafikavideókártyamemória (max.) VRAM típus | Csatlakozók, bővíthetőségEthernetmodembelső bővítőhelyegyéb |
| ------------------------------------------------ | ------------------------------------ | ---------------------------------------------------------- | ---------------------------------------------- | ------------------------------------ | -------------------------------------------- | ------------------------------------------- | ----------------------------------------------------------- |
| PM 72001995. aug. 7. 1996. márc. 16.System 7.5.2 | 156x366x429 mm 10 kg fekvő házas     | PowerPC 601 @75 MHz L1: 32kB L2:256k (opc.)Busz: @37,5 MHz | 8 MB max: 512 MB @70 nsnégy hely, 168-pin DIMM | 500 MB (SCSI)4x CD-ROM               | nincs kijelző.Videókimenet: 832x624 képpont. | nincs1 MB / 4 MB 1 MB VRAM DIMM             | Ethernet: AAUI és 10Base-T–három PCI                        |

## Power Macintosh számítógépek az időben
| A Power Macintosh számítógépek idővonalon |
| --- |
| |
| A színek kezdete a bemutató időpontja, a forgalmazás több esetben is hónapokkal később kezdődött. Megeshet, hogy egy csík végét kitakarja egy másik csík eleje. Előfordul, hogy a gyártás befejezését követően még egy ideig forgalomban marad a gép adott verziója. A 6100/66 géppel kezdődő sorok az asztali, fekvő Power Macintoshok, a 8100/80 géppel kezdődő sorok az álló Power Macintosok, a kis álló házat szürke csík jelöli. Az 5200/75 LC géppel kezdődő sorok a kijelzővel egybeépített Power Macintoshok. Az Apple adatlapokon nem szereplő adatok forrása az EveryMac. |

## Fordítás
Ez a szócikk részben vagy egészben  a   Power Macintosh 7200 című angol Wikipédia-szócikk ezen változatának fordításán alapul.  Az eredeti cikk szerkesztőit annak laptörténete sorolja fel. Ez a jelzés csupán a megfogalmazás eredetét és a szerzői jogokat jelzi, nem szolgál a cikkben szereplő információk forrásmegjelöléseként.